# Agnieszka Łada

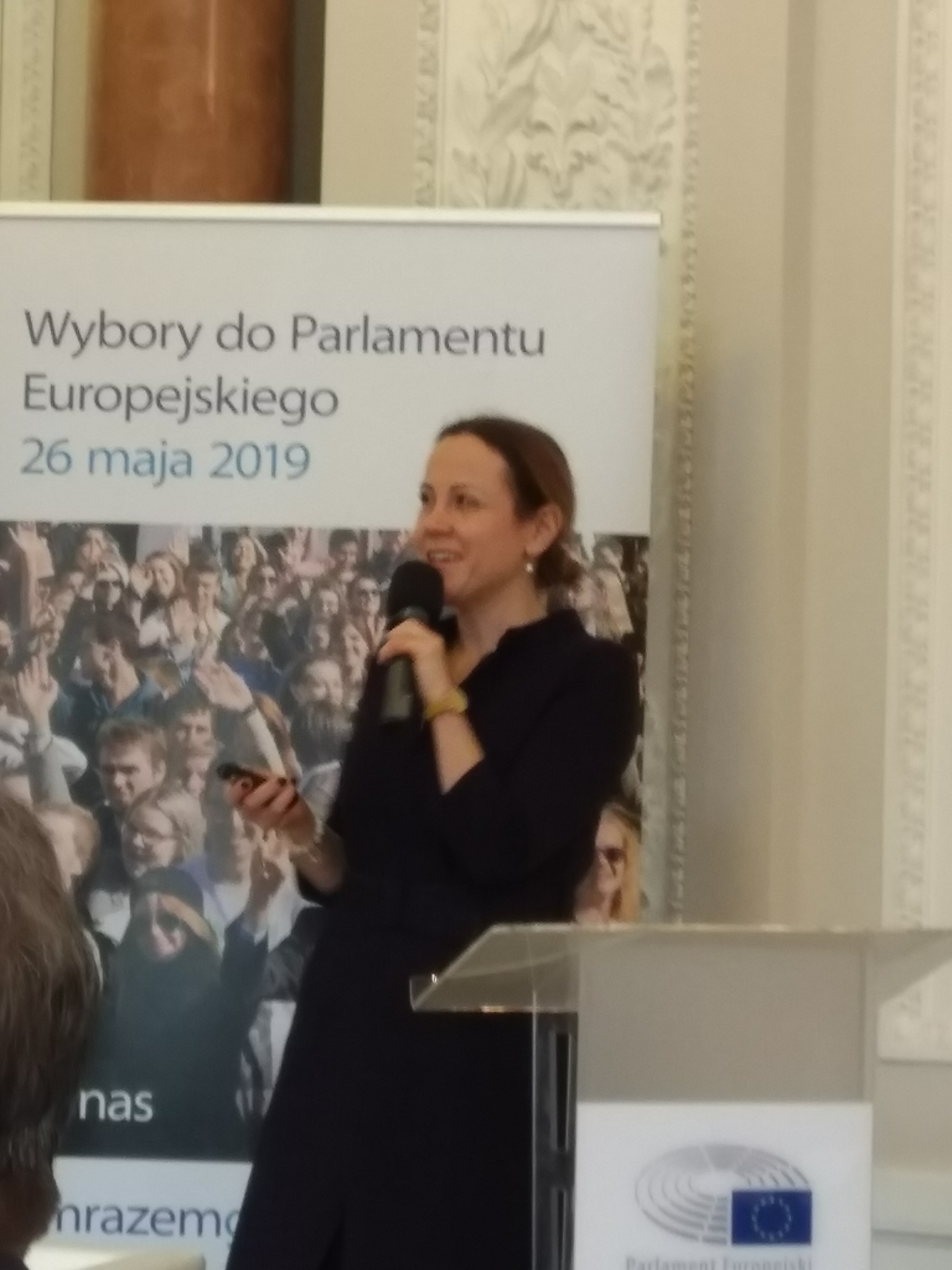
Agnieszka Łada (2019)

Agnieszka Łada (* 20. Juli 1981 in Warschau) ist eine polnische Politologin und seit 2020 stellvertretende Direktorin des Deutschen Polen-Instituts. 

## Leben
Ihr Studium der Politikwissenschaften schloss sie 2005 mit einem Magister ab. 
Agnieszka Łada promovierte 2009 an der Universität Warschau. Nach ihrer Tätigkeit als Leiterin des Europaprogramms beim Instytut Spraw Publicznych in Warschau wurde sie im Januar 2020 stellvertretende Direktorin des Deutschen Polen-Instituts in Darmstadt.

## Veröffentlichungen
- Wzajemny wizerunek polityki europejskiej Polski i Niemiec w okresie napięć : analiza porównawcza prasy polskiej i niemieckiej, Beata Ociepka,  Agnieszka Łada, Jarosław Ćwiek-Karpowicz, 2009
- Barometr Polska – Niemcy 2015 : Polacy o polsko-niemieckim partnerstwie we wspólnej Europie, Warschau: Instytut Spraw Publicznych ISBN 978-83-7689-245-0
- Ein gemeinsames Jahrzehnt : Polen und Deutschland gemeinsam in der Europäischen Union Agnieszka Łada (Herausgeber), Warschau 2014 ISBN 978-83-7689-280-1
- Slogany czy konkrety? : polsko-niemieckie partnerstwo na rzecz wejścia Polski do strefy Euro, Warschau 2014 ISBN 978-83-7689-165-1
- Debata publiczna na temat powstania Centrum przeciw Wype̜dzeniom w prasie polskiej i niemieckiej, Breslau 2006, ISBN 83-7432-116-4